# 武田慎一
武田 慎一（たけだ しんいち、1947年 - ）は、日本の心理学者。東海大学教授。専門は人格心理学、宗教心理学。

## 来歴
1974年駒澤大学文学部心理学科卒業。同大学院人文科学研究科心理学専攻修士課程修了。1979年同大学院博士課程満期退学。2006年東海大学総合経営学部マネジメント学科教授に就任。2013年同大学特任教授。日本宗教学会、日本心理臨床学会、日本教育心理学会、日本心理学会、日本心身医学会に所属
。
著書に「妻たちの喜びのワーク」「空華のとき -こころが開く-」「論理療法にまなぶ」など。

## 著書
- 「国立国会図書館」を参照

### 論文
- CiNii>武田慎一